# Inge Jansen
Inge Jansen (Roermond, 2 de junio de 1994) es una deportista neerlandesa que compite en saltos de trampolín.
Ganó dos medallas en el Campeonato Europeo de Natación, oro en 2019 y bronce en 2017. Participó en los Juegos Olímpicos de Tokio 2020, ocupando el quinto lugar en la prueba de trampolín individual

## Palmarés internacional
| Campeonato Europeo | Campeonato Europeo | Campeonato Europeo | Campeonato Europeo   |
| Año                | Lugar              | Medalla            | Prueba               |
| ------------------ | ------------------ | ------------------ | -------------------- |
| 2017               | Kiev (Ucrania)     | Medalla de bronce  | Trampolín 3 m sincro |
| 2019               | Kiev (Ucrania)     | Medalla de oro     | Trampolín 3 m        |